# 4519 Воронеж
4519 Воронеж (4519 Voronezh) — астероїд головного поясу, відкритий 18 грудня 1976 року.
Тіссеранів параметр щодо Юпітера — 3,659.